# Acianthera panduripetala
Acianthera panduripetala é uma pequena espécie de orquídea (Orchidaceae) originária do Brasil, antigamente subordinada ao gênero Pleurothallis.

## Publicação e sinônimos
- Acianthera panduripetala (Barb.Rodr.) Pridgeon & M.W.Chase, Lindleyana 16: 245 (2001).

Sinônimos homotípicos:
- Pleurothallis panduripetala Barb.Rodr., Gen. Spec. Orchid. 2: 12 (1881).

Sinônimos heterotípicos:
- Pleurothallis kraenzliniana Cogn. in C.F.P.von Martius & auct. suc. (eds.), Fl. Bras. 3(4): 473 (1896).
- Pleurothallis panduripetala var. minor Hoehne, Arch. Inst. Biol. (São Paulo) 3: 296 (1930).